# منطقه وولونگ
منطقه وولونگ (به چینی: 武隆区، به پین‌یین: Wǔlóng Qū) یک منطقهٔ شهرداری تابع شهر چونگ‌چینگ، در جمهوری خلق چین است. منطقه وولونگ ۲٬۸۷۲ کیلومتر مربع مساحت و ۳۵۱٬۰۰۰ نفر جمعیت دارد.

## جمعیت
جمعیت منطقه در سال ۲۰۲۰ میلادی، ۳۵۶٬۷۴۸ نفر بود. از این جمعیت، حدود ۷۹٪ مردم هان (قومیت چینی)، ۱۱٪ مردم توجیا، ۶٪ مردم میائو، و بقیه سایر اقلیت‌ها.
در این منطقه، ۴ قصبهٔ قومیتی به شرح زیر موجود است:
- قصبه میائو و گلائو هاوکوو (برای مردم میائو و مردم گلائو)
- قصبه میائو و توجیا هووپینگ (برای مردم میائو و مردم توجیا)
- قصبه میائو و توجیا شیچیائو (برای مردم میائو و مردم توجیا)
- ‌ قصبه میائو و توجیا ونفو (برای مردم میائو و مردم توجیا)